# Thrashin' - Corsa al massacro
Thrashin' - Corsa al massacro (Thrashin') è un film statunitense del 1986 diretto da David Winters.
Il film è uno dei più rappresentativi della cultura degli skater anni ottanta, insieme al più famoso California Skate uscito tre anni più tardi.

## Trama
Un gruppo di ragazzi provenienti dall'Indiana, tra i quali spicca il capobanda Corey Webster, si dirigono verso la California per partecipare a una gara di skateboard, la cosiddetta "Corsa al massacro", cioè una gara tra skater provenienti da tutti gli Stati Uniti.
Durante la loro permanenza si scontrano con un gruppo di punk, La banda dei coltelli, capeggiata da Tommy Hook detto "il Gancio". I rapporti tra le due band rivali non sono tra i migliori e i problemi aumentano quando Corey si innamora di Chrissy, la sorella di Tommy Hook. I due gruppi si contendono la supremazia del territorio e si affrontano tra scorribande notturne sugli skateboard fino a un vero e proprio duello tra i due leader. Lo scontro finale avviene alla L.A. Massacre, dove Corey riesce infine a prevalere.

## Curiosità
- La colonna sonora contiene brani composti da diverse rock band dell'epoca, in maggioranza appartenenti alla corrente musicale punk hardcore, tra cui spiccano: The Bangles con i I Want You, i Circle Jerks, Meat Loaf (che canta il brano Thrashin' tema del film che si può ascoltare sui titoli di testa), i Red Hot Chili Peppers che interpretano se stessi che suonano a un a festa e molti altri.
- Gran parte degli attori erano surfisti e skater professionisti. Tra i partecipanti al film si riconosce anche Tony Hawk durante la gara in piscina.
- La canzone Don't Think Twice è stata composta appositamente per il film.
- La punk rock band Circle Jerks partecipò alla colonna sonora della pellicola col brano Wild in the Streets
- Per il ruolo del protagonista Corey Webster, poi andato a Josh Brolin, era stato preso in considerazione Johnny Depp, al tempo fidanzato con Sherilyn Fenn (nel film Velvet, la fidanzata di Tommy Hook detto "il Gancio").
- Nel film fa il suo esordio l'attrice Pamela Gidley, nel ruolo di Chrissy.
- Il brano TOUCH THE SKY dei White Sister è stato richiesto personalmente dal cantautore Alessio Accardi al chitarrista della band che gli ha fornito una copia demo e lo ha reso ascoltabile in streaming (il brano non era mai stato pubblicato)

## Produzione
Considerato un cult, la maggior parte delle scene sugli skateboard sono state realizzate da stuntman e veri skater tra cui il celebre Tony Hawk. Nel 2004 negli Stati Uniti è uscita una versione in DVD contenente il film rimasterizzato con scene inedite, una riunione del cast e un Making of durante le riprese avvenute nel settembre 1985. Nel cast del film appaiono anche i Red Hot Chili Peppers, che eseguono il brano Black Eyed Blonde, tratto dall'album Freaky Styley del 1985.